# توريرت نآيت بو العيش (أكرضا)
توريرت نآيت بو العيش هو دُوَّار يقع بجماعة تسكدلت، إقليم شتوكة آيت باها، جهة سوس ماسة في المملكة المغربية. ينتمي الدوّار لمشيخة أكرضا التي تضم 9 دواوير. يقدر عدد سكانه بـ 85 نسمة حسب الإحصاء الرسمي للسكان والسكنى لسنة 2004.

## روابط خارجية
- البوابة الوطنية للجماعات الترابية نسخة محفوظة 12 مارس 2018 على موقع واي باك مشين.
- المندوبية السامية للتخطيط